# Tout peut arriver (film, 1952)
Pour les articles homonymes, voir Tout peut arriver.
Pour plus de détails, voir Fiche technique et Distribution.
Tout peut arriver (titre original : Anything Can Happen) est un film américain réalisé par George Seaton et sorti en 1952.

## Fiche technique
- Titre original Anything Can Happen
- Réalisation : George Seaton, assisté d'Alvin Ganzer (non crédité)
- Scénario : George Seaton d'après une nouvelle de George Papashvily
- Chef opérateur : Daniel L. Fapp
- Musique : Victor Young
- Montage : Alma Macrorie
- Pays de production :  États-Unis
- Production : William Perlberg
- Genre : Comédie
- Durée : 107 minutes
- Date de sortie : 
  - États-Unis : 3 avril 1952

## Distribution
- José Ferrer : Giorgi Papashvily
- Kim Hunter : Helen Watson
- Kurt Kasznar : Nuri Bey
- Eugenie Leontovich : Anna Godiedze
- Oskar Karlweis : Uncle Besso
- Oscar Beregi, Sr. : Uncle John (as Oscar Beregi)
- Mikhail Rasumny : Tariel Godiedze
- Nick Dennis : Chancho
- Gloria Marlowe : Luba Godiedze
- Otto Waldis : Sandro
- George Voskovec : Pavli
- Alexander Danaroff : Eliko Tomavily
- Natasha Lytess : Madame Greshiani
- Willis Bouchey : : Juge Gordon
- Bert Freed : officier de l'immigration